# Toxicoscordion paniculatum
Toxicoscordion paniculatum là một loài thực vật có hoa trong họ Melanthiaceae. Loài này được (Nutt.) Rydb. miêu tả khoa học đầu tiên năm 1903.